# European Community Championship 1998 - Qualificazioni singolare
Le qualificazioni del singolare  dell'European Community Championship 1998 sono state un torneo di tennis preliminare per accedere alla fase finale della manifestazione. I vincitori dell'ultimo turno sono entrati di diritto nel tabellone principale. In caso di ritiro di uno o più giocatori aventi diritto a questi sono subentrati i lucky loser, ossia i giocatori che hanno perso nell'ultimo turno ma che avevano una classifica più alta rispetto agli altri partecipanti che avevano comunque perso nel turno finale.
Le qualificazioni del torneo European Community Championship 1998. prevedevano 16 partecipanti, di cui 4 sono entrati nel tabellone principale.

## Teste di serie
1. Marc-Kevin Goellner (Qualificato)
2. Martin Damm (Qualificato)
3. Jan Siemerink (Qualificato)
4. Arnaud Boetsch (Qualificato)

1. Assente
2. Renzo Furlan (ultimo turno)
3. Kris Goossens (primo turno)
4. Christophe Van Garsse (ultimo turno)

## Qualificati
1. Marc-Kevin Goellner
2. Martin Damm

1. Jan Siemerink
2. Arnaud Boetsch

## Tabellone

### Legenda
| - Q = Qualificato - WC = Wild card - LL = Lucky loser | - ALT = Alternate - SE = Special Exempt - PR = Protected Ranking | - w/o = Walkover - r = Ritirato - d = Squalificato |

### Sezione 1
|  | Primo turno | Primo turno           | Primo turno           | Primo turno           | Primo turno |  |  | Ultimo turno | Ultimo turno          | Ultimo turno          | Ultimo turno | Ultimo turno |  |
|  |             |                       |                       |                       |             |  |  |              |                       |                       |              |              |  |
|  | 1           | Marc-Kevin Goellner   | Marc-Kevin Goellner   | 6                     | 6           |  |  |              |                       |                       |              |              |  |
|  |             | Libor Pimek           | Libor Pimek           | 0                     | 3           |  |  | 1            | Marc-Kevin Goellner   | Marc-Kevin Goellner   | 7            | 6            |  |
|  | 8           | Christophe Van Garsse | Christophe Van Garsse | Christophe Van Garsse | 4           |  |  | 8            | Christophe Van Garsse | Christophe Van Garsse | 6            | 4            |  |
|  |             | Olivier Delaître      | Olivier Delaître      | Olivier Delaître      | 1r          |  |  |              |                       |                       |              |              |  |

### Sezione 2
|  | Primo turno | Primo turno       | Primo turno       | Primo turno | Primo turno |  |  | Ultimo turno | Ultimo turno  | Ultimo turno  | Ultimo turno | Ultimo turno |  |
|  |             |                   |                   |             |             |  |  |              |               |               |              |              |  |
|  | 2           | Martin Damm       | Martin Damm       | 6           | 6           |  |  |              |               |               |              |              |  |
|  |             | Wim Neefs         | Wim Neefs         | 2           | 4           |  |  | 2            | Martin Damm   | Martin Damm   | 6            | 6            |  |
|  |             | Kris Goossens     | Kris Goossens     | 6           | 6           |  |  |              | Kris Goossens | Kris Goossens | 2            | 4            |  |
|  | 7           | Francisco Cabello | Francisco Cabello | 3           | 4           |  |  |              |               |               |              |              |  |

### Sezione 3
|  | Primo turno     | Primo turno     | Primo turno | Primo turno | Primo turno |  |  | Ultimo turno | Ultimo turno  | Ultimo turno  | Ultimo turno | Ultimo turno |  |
|  |                 |                 |             |             |             |  |  |              |               |               |              |              |  |
|  | 3               | Jan Siemerink   | 6           | 7           | 6           |  |  |              |               |               |              |              |  |
|  |                 | Tom Vanhoudt    | 7           | 6           | 4           |  |  | 3            | Jan Siemerink | Jan Siemerink | 6            | 6            |  |
|  | Jim Grabb       | Jim Grabb       | 3           | 7           | 6           |  |  |              | Jim Grabb     | Jim Grabb     | 3            | 3            |  |
|  | Gregory Bauwens | Gregory Bauwens | 6           | 6           | 2           |  |  |              |               |               |              |              |  |

### Sezione 4
|  | Primo turno | Primo turno     | Primo turno     | Primo turno | Primo turno |  |  | Ultimo turno | Ultimo turno   | Ultimo turno | Ultimo turno | Ultimo turno |  |
|  |             |                 |                 |             |             |  |  |              |                |              |              |              |  |
|  | 4           | Arnaud Boetsch  | Arnaud Boetsch  | 6           | 6           |  |  |              |                |              |              |              |  |
|  |             | Fernon Wibier   | Fernon Wibier   | 3           | 3           |  |  | 4            | Arnaud Boetsch | 3            | 7            | 6            |  |
|  | 6           | Renzo Furlan    | Renzo Furlan    | 6           | 7           |  |  | 6            | Renzo Furlan   | 6            | 6            | 3            |  |
|  |             | Gilles Elseneer | Gilles Elseneer | 0           | 6           |  |  |              |                |              |              |              |  |